# Servio Sulpicio Camerino (console 393 a.C.)
Servio Sulpicio Camerino, in latino Servius Sulpicius Camerinus (fl. IV secolo a.C.), è stato un politico e militare romano del IV secolo a.C., consul suffectus nel 393 a.C. e tribuno consolare nel 391 a.C.

## Biografia
Servio Sulpicio Camerino, figlio di Quinto Sulpicio Camerino Cornuto, apparteneva alla famiglia patrizia romana della gens Sulpicia. I frammenti pervenutici dai Fasti Capitolini sull'anno 393 a.C. ci dicono che il padre di Servio Sulpicio portava il praenomen Quintus e il nonno quello di Servius.
Trascorsi quindici anni dal 408 a.C. durante i quali furono eletti ogni anno dei tribuni consolari, nel 393 a.C. vennero rieletti dei consoli: Lucio Valerio Potito e Publio Cornelio Maluginense Cosso che tuttavia si dimisero. Allora vennero eletti i due consoli suffetti, Servio Sulpicio Camerino e Lucio Lucrezio Tricipitino Flavo.
A Lucio Lucrezio toccò in sorte la campagna militare contro gli Equi, che avevano occupato la colonia romana di Vitellia; i romani ebbero facilmente ragione degli Equi, e riconquistarono la colonia.
A Roma si discuteva animatamente della proposta dei tribuni della plebe, di ripopolare Veio, con plebei e senatori romani; la lotta politica fu aspra, ma alla fine la proposta di legge fu respinta per un solo voto in più di un centuria.
(Tito Livio, Ab Urbe condita, V, 3, 30.)
Per placare le rimostranze della plebe, ancora scontenta della suddivisione del bottino ricavato dalla presa di Veio, il Senato promulgò un decreto per il quale a ciascun plebeo venivano assegnati sette iugeri della terra di Veio.
Due anni più tardi Sulpicio fu membro del tribunato del 391 a.C. e condusse la guerra contro i Salpinati, riportando un grande bottino dai loro territori; nel 387 a.C. ricoprì la carica di interrex.
La ricerca moderna, come ad esempio lo storico Friedrich Münzer, ritiene possibile che Servio Sulpicio Camerino coincida con Servio Sulpicio Rufo, il tribuno consolare del 388, 384 e 383 a.C. Come base di questa supposizione viene addotta tra le altre l'ipotesi che Sulpicio portasse due cognomina, Camerinus e Rufus, come è stato dimostrato per il console del 345 a.C. Questa teoria non contraddirebbe le fonti, poiché queste spesso riportano solo un cognome (o persino nessuno). Se fosse vero, il nome completo di Sulpicio sarebbe risultato Servius Sulpicius Q. f. Ser. n. Camerinus Rufus e sarebbe stato console nel 393 a.C. e tribuno consolare negli anni 391 a.C., 388 a.C., 384 a.C. e 383 a.C., uffici ricoperti quattro volte su cinque assieme a Lucio Lucrezio Tricipitino Flavo.